# 皮泰爾福爾沃
48°3′42″N 22°56′3″E / 48.06167°N 22.93417°E

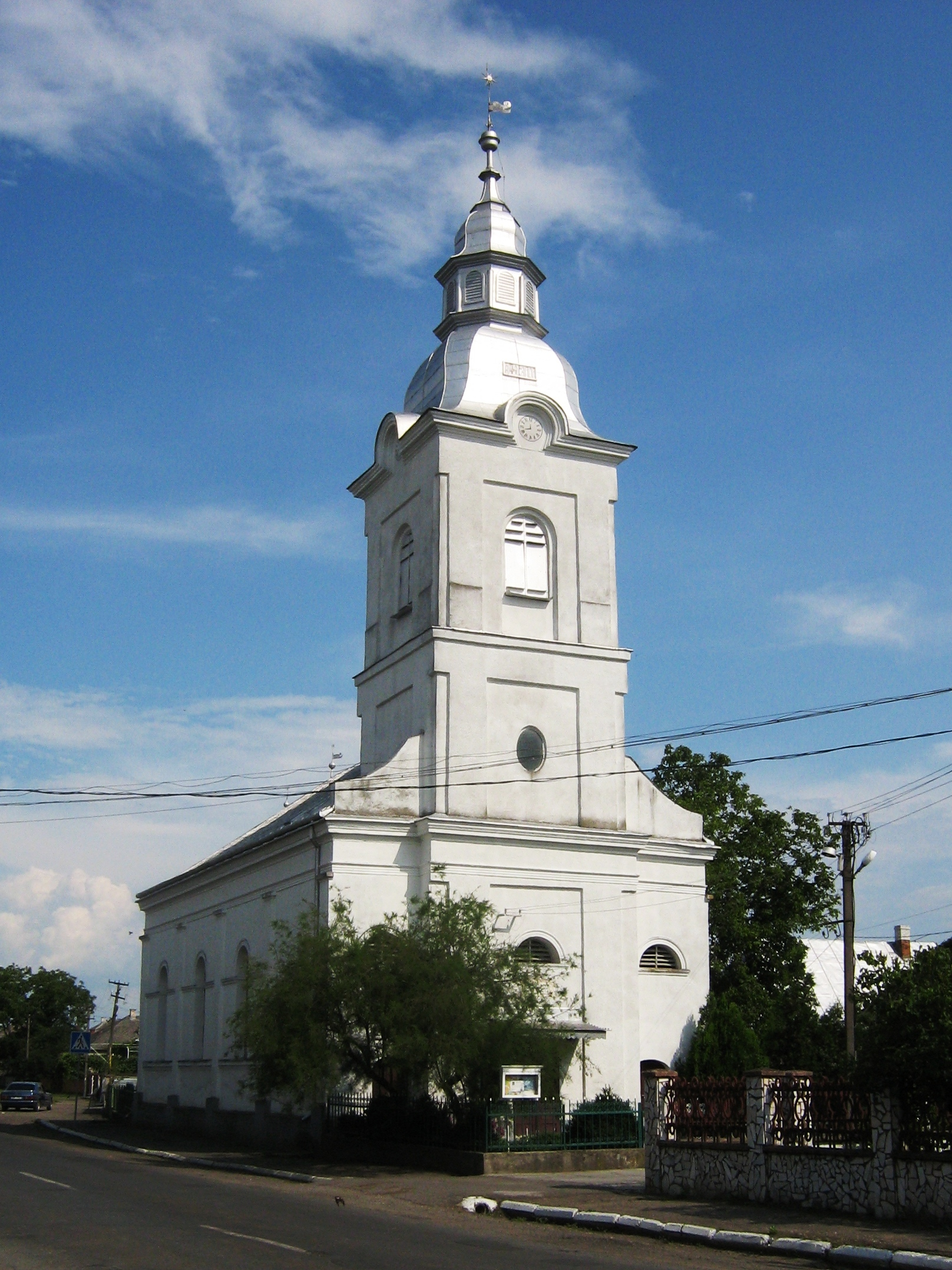
教堂

皮泰爾福爾沃（烏克蘭語：Пийтерфолво）是烏克蘭西部外喀爾巴阡州貝雷霍韋區皮泰尔福尔沃市镇内的村落及其行政中心。始建於1500年，面積9.16平方公里，海拔高度120米，2001年人口2,016，人口密度每平方公里0.22人。